# Глігану-де-Жос
Глігану-де-Жос (рум. Gliganu de Jos) — село у повіті Арджеш в Румунії. Входить до складу комуни Рочу.
Село розташоване на відстані 87 км на захід від Бухареста, 26 км на південний схід від Пітешть, 103 км на схід від Крайови, 119 км на південь від Брашова.

## Населення
За даними перепису населення 2002 року у селі проживали 533 особи, усі — румуни. Усі жителі села рідною мовою назвали румунську.